# سلطان قاسم (لاعب كرة قدم)
سلطان قاسم (مواليد 11 نوفمبر 2002، لاعب كرة قدم إماراتي يجيد اللعب في الوسط مع نادي الإمارات.